# Varga Zerge Zoltán
Varga „Zerge” Zoltán (Orosháza, 1969. február 1.) grafikus, illusztrátor, képregényrajzoló. Az 1990-es évek óta fontos szereplője a hazai képregényes életnek. A Kretén humormagazinnak már az első számtól állandó munkatársa, a Rejtő Jenő-Korcsmáros Pál képregénysorozat egyik felújítója.

## Életpályája
Varga Zoltán 1992-ben szerzett földrajz-rajz szakos tanári diplomát a szegedi Juhász Gyula Tanárképző Főiskolán. Közben helyi lapokban már 1990-ben megjelent első képregénye, a Batmanus, amelyet már a „Zerge” szignóval látott el. Reklámgrafikusként helyezkedett el, majd Kecskeméten egy rajzfilmstúdióban dolgozott storyboardokon. Képregényei és illusztrációi folyamatosan jelentek meg a Kincskeresőben, a Fülesben, később a Dörmögő Dömötörben. 1994-ben a Kretén első számában Fürcht Pál Zsolt forgatókönyve alapján kezdte rajzolni a Dállász című képregényt, amely kezdetben csak a Dallas tévésorozatot parodizálta, idővel azonban egyre több más filmes, televíziós és közéleti figura is megjelent benne. A Magyarországon páratlanul hosszú, közel 300 oldalas képregény szinte megszakítás nélkül, 2000-ig futott a lapban.
Az első öt rész után Fürcht felhagyott a képregények írásával. Zerge ezt követően saját maga is írta a Dállász részeit, bár pár epizódban segítséget kapott Podmaniczky Ferenctől, majd Fekete Imrétől. Utóbbival 1998-ban kezdődött máig tartó együttműködése, rövidebb képregényeket, karikatúrákat azonban egyedül is készít folyamatosan.
2000-ben kezdte el rajzolni a Sulinet program plakátjait, majd 2001-ben részt vett a Mr. Bean rajzfilmsorozat munkálataiban. 2002-től a Képes Kiadó számára készíti Garisa H. Zsolttal együtt a klasszikus Rejtő Jenő-Korcsmáros Pál képregénysorozat felújított és kiszínezett változatait.

## Képregényei
- Batmanus: A Bőregérember újra akcióban (Dél-Magyarország, 1990)
- Batmanus és a Mániákus manus (Dél-Magyarország, 1990)
- Batmanus és Robot Robi (Dél-Magyarország, 1990)
- Batmanus: Bátorság, barátom! (Dél-Magyarország, 1991-1992)
- A tea jó dolog (írta Kiss Ferenc, Füles 1993)
- Dállász (írta Fürcht Pál Zsolt, Podmaniczky Ferenc, Fekete Imre és Varga Zerge Zoltán, Kretén 1-45, 1994-2000)
- A végítélet szentje (írta Karl May nyomán Kiss Ferenc, Füles 1995)
- Sandokan (írta Emilio Salgari nyomán Kiss Ferenc, Füles 1996)
- Star Tok (írta Fekete Imre, Kretén 38-39, 1999)
- Dragonbill (írta Fekete Imre, Kretén 46-49, 2000-2001)
- Diplopia (írta Fekete Imre, Kretén 65-78, 2004-2006)
- Jódban-rosszban (írta Fekete Imre, Kretén 78-80, 2006)
- Schwartzwalter Klinik (írta Fekete Imre, Kretén 81-83, 2007)

## Külső hivatkozások
- Kiss Ferenc-Tóth András György: Színes, szélesvásznú képregény (Filmvilág, 2003. augusztus)
- Kretén: Year One,(Oposszum blog, 2008. július)[halott link]
- Kretén, 2. folyam: Enter the Dodo, (Oposszum blog, 2008. július)
- Dállász, Piroska és a Télapó: A Kretén 1996-ban, (Oposszum blog, 2008. augusztus)